# Oliver Potthoff

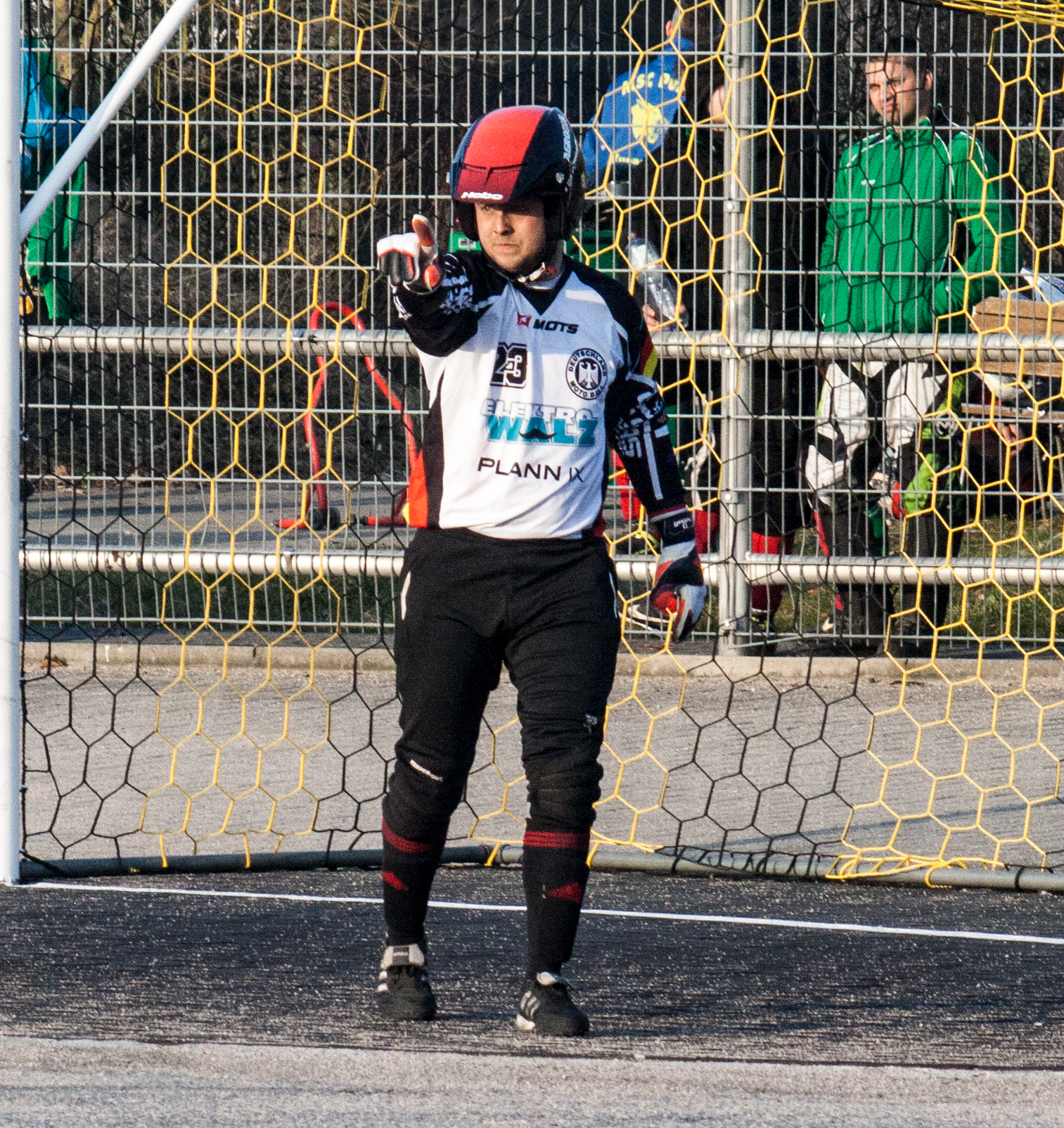
Oliver Potthoff bei der Motoball EM 2013 in Neuville

Oliver Potthoff (* 1981 in Kierspe) ist ein ehemaliger deutscher Motoballspieler. Er war Nationaltorwart, Europameister und Bundesligist. Seine bisherigen Stationen waren unter anderem der MSC Taifun Mörsch und MSF Tornado Kierspe.